# Villiers (Indre)
Villiers is een gemeente in het Franse departement Indre (regio Centre-Val de Loire) en telt 197 inwoners in 2011 (200 inw 2007, 189 inw - 1999). De plaats maakt deel uit van het arrondissement Le Blanc.

## Geografie
De oppervlakte van Villiers bedraagt 25,3 km², de bevolkingsdichtheid is 7,5 inwoners per km².
De onderstaande kaart toont de ligging van Villiers (Indre) met de belangrijkste infrastructuur en aangrenzende gemeenten.

## Demografie
Onderstaande figuur toont het verloop van het inwonertal (bron: INSEE-tellingen).

## Bezienswaardigheden
- Kerk met retabel daterende uit de 15de eeuw.
- Kasteel van Burlande (woonst Agnès Sorel)
- Fête de la Poire Curé. Feest van de Curé peer, een lokaal gecreëerde perensoort gehouden in de maand mei.

1. ↑  Populations de référence 2022.